# Jacques Bergé

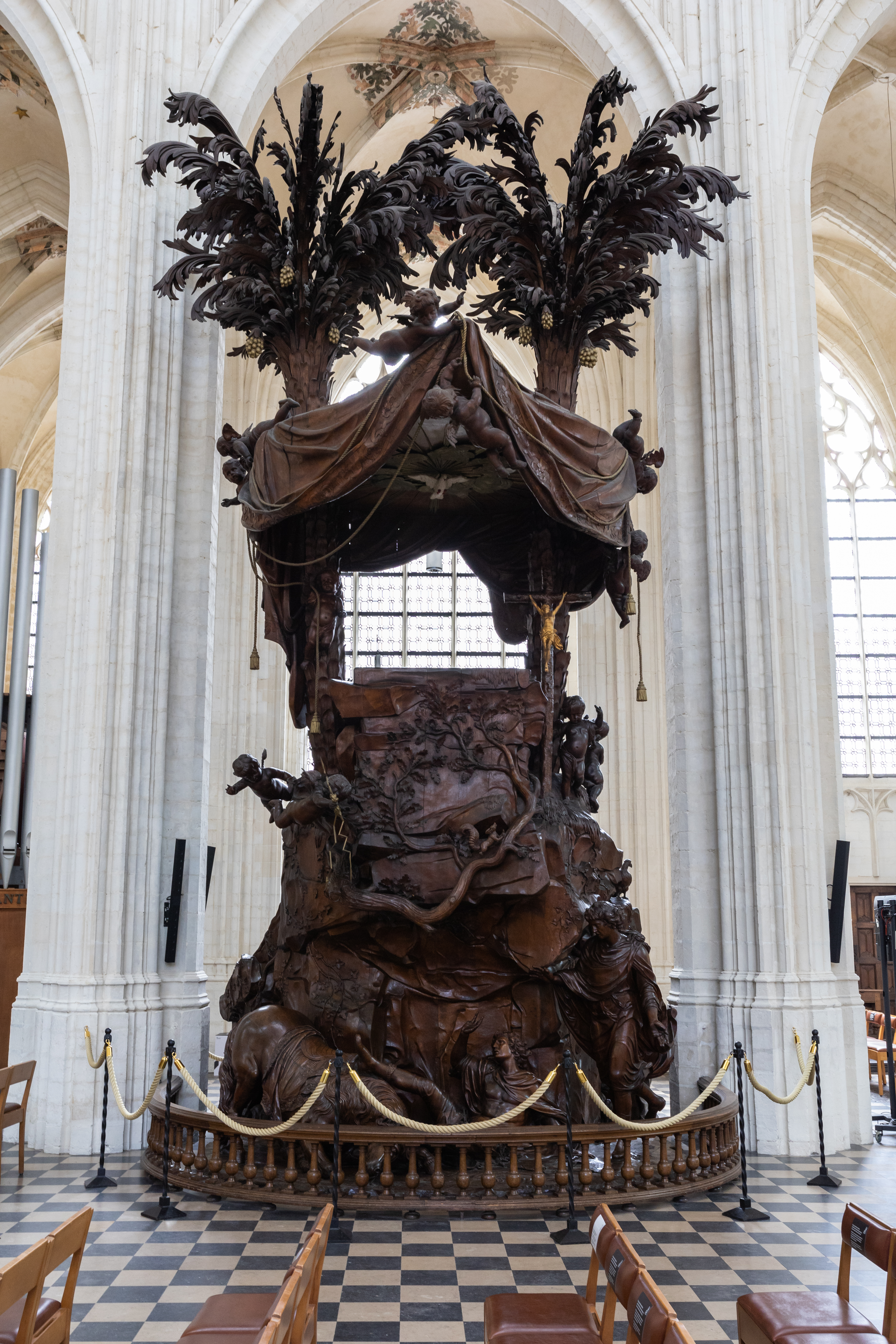
Een meesterlijke preekstoel van Bergé (1742). Hij was gemaakt voor de abdijkerk van Ninove en bestaat uit een rots en twee palmbomen. Onderaan is de bekering van Norbertus afgebeeld en Petrus in een grot. In 1807 is hij overgebracht naar de Leuvense Sint Pieters.

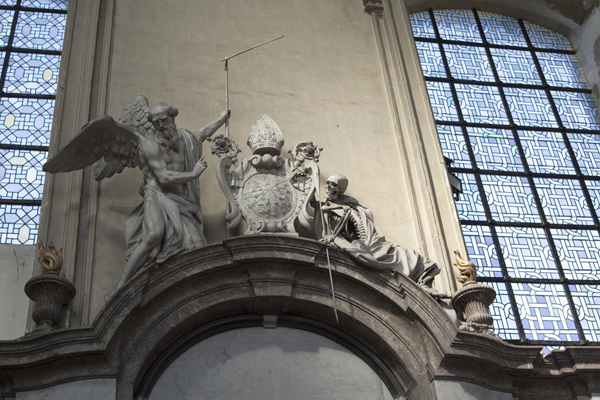
Detail van een praalgraf van Bergé in de Onze-Lieve-Vrouw-Hemelvaartkerk van Ninove (1731).

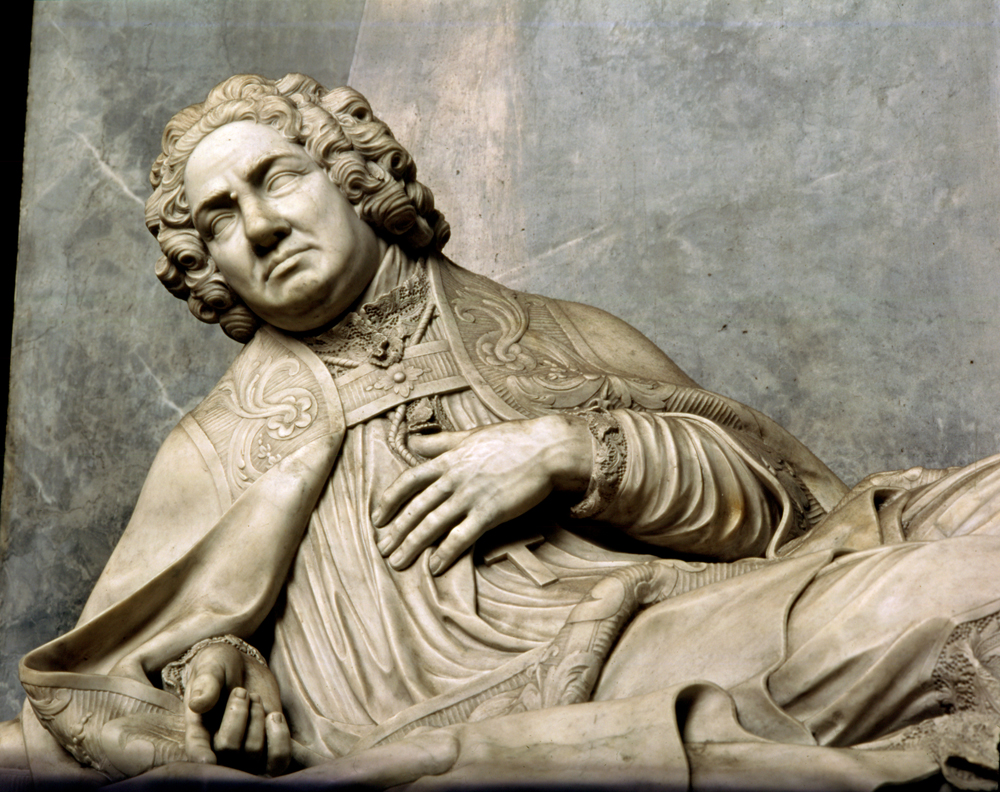
Graf van bisschop Jan Baptist De Smet in de Sint-Baafskathedraal (1745)

Jacques Bergé of Jacob Berger (Brussel, 14 mei 1696 – aldaar, 16 november 1756) was een beeldsnijder en -houwer. Zijn stijl vertoont kenmerken van de overgang tussen laat-barok, rococo en neoclassicisme, door de invloed van zijn leermeesters François Delpier en Nicolas Coustou.

## Leven
Hij was de zoon van Lodewijk Berger en Elisabeth Vanden Borre. Na een opleiding in zijn geboortestad trok hij in 1715 naar Parijs, waar hij in de leer ging bij Nicolas Coustou. Een tweetal jaar later reisde hij verder naar Rome en maakte er wellicht kennis met Pierre Le Gros de Jongere. Bergé keerde terug naar Brussel en werd er in 1722 vrijmeester van de Vier Gekroonden. Vanaf 1737 had hij er mee leiding over de Tekenacademie. Hij leefde als vrijgezel en werd na zijn dood begraven in de Sint-Katelijnekerk.

## Werk
Bergé was een veelzijdig sculpteur die zowel met hout als met marmer werkte. Zijn meest spectaculaire opdrachten kreeg hij van de grote Brabantse abdijen.
In 1729 maakte hij een herdenkingsmonument voor de overleden abten van de Parkabdij in Heverlee, met opvallende personificaties van de Dood en de Tijd. Ook de abtstroon, met standbeelden van de aartspriesters Aäron en Melchisedek, is van Bergé (1730). Later leverde hij ook de houtsculpturen van het koorgestoelte (1738), maar dit werd in 1828 verkocht. De biechtstoelen en ander werk van zijn hand zijn wel nog aanwezig.
Ook van de Norbertijnenabdij van Ninove kreeg hij uitgebreide opdrachten. Het pronkstuk, de majestueuze preekstoel uit 1742, is tegenwoordig te bezichtigen in Leuven. In Ninove bevinden zich nog een originele koorlessenaar en praalgraven van onder meer abt Ferdinand Van der Haeghen (gemaakt in 1731 door Bergé met Franciscus de Bouge en Jan Baptist van der Haeghen).
De Sint-Baafskathedraal van Gent bevat een grafmonument dat Bergé in 1745 maakte voor bisschop Joannes Baptist De Smet.
Zijn thuisstad ontving in 1751 een Minervafontein op de Grote Zavel. Ze was bij testament geschonken door de verbannen graaf Thomas Bruce, als dank voor de gastvrijheid die de Zennestad hem had geboden. Ze toont Minerva met drie putti (allegorieën van de Faam, de Schelde en de Oorlog).
Het werk van Bergé is onder meer te zien in de KMSKB, het KMSKA en het Louvre:
- Aäron, in het KMSKA
- Een Stervende Gladiator (1735, marmer), in de KMSKB[3]
- De Onschuld
- Een buste van Augustin Coppens (1736, terracotta)
- Paus Gregorius de Grote
- Dood van Ananias en Saffira (witgeschilderd hout)
- Kruisiging van Petrus (reliëf)

## Galerij

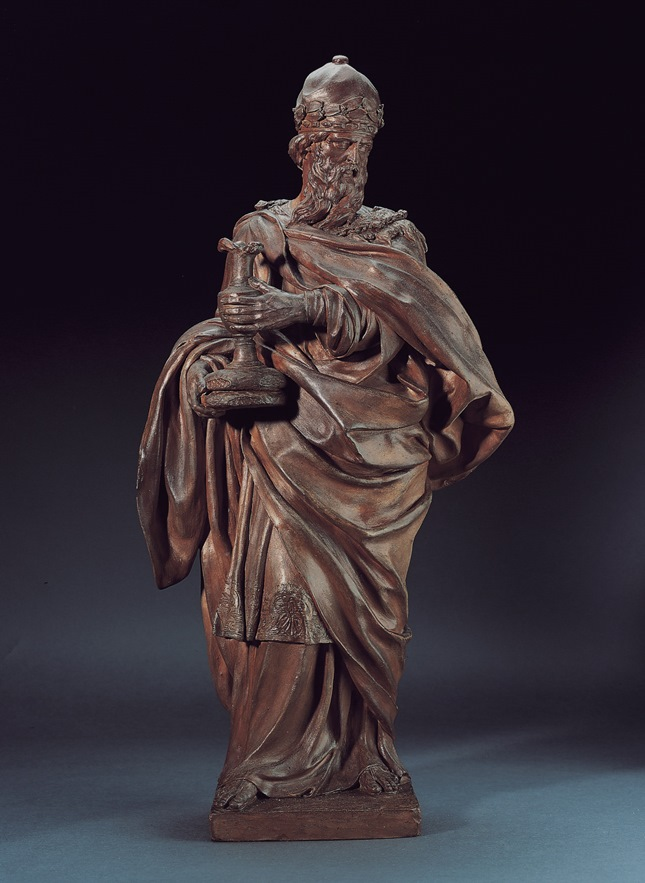
Melchisedech, KMSKA (bruikleen Erfgoedfonds, Koning Boudewijnstichting)
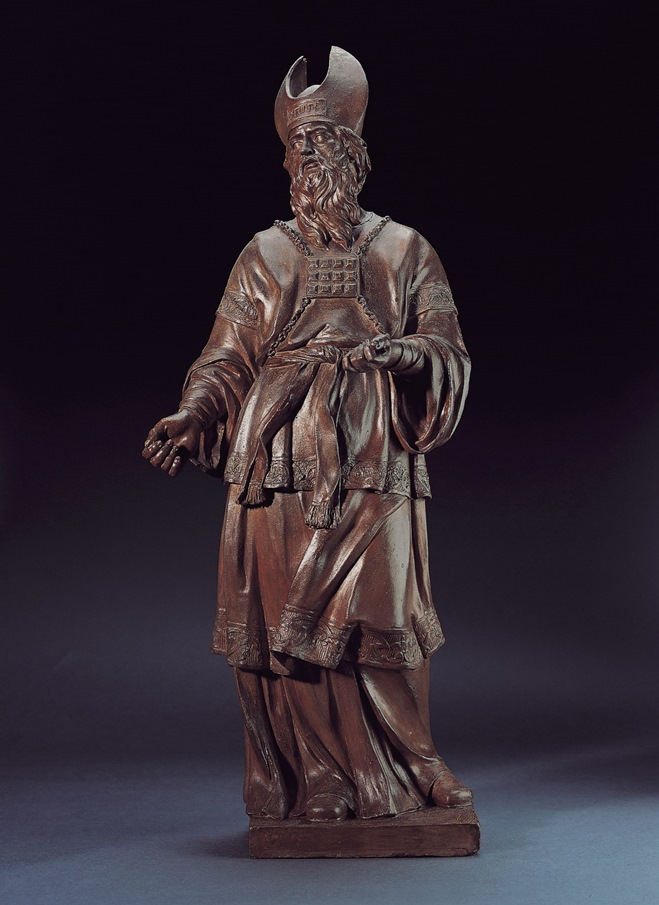
Aäron, KMSKA (bruikleen Erfgoedfonds, Koning Boudewijnstichting)
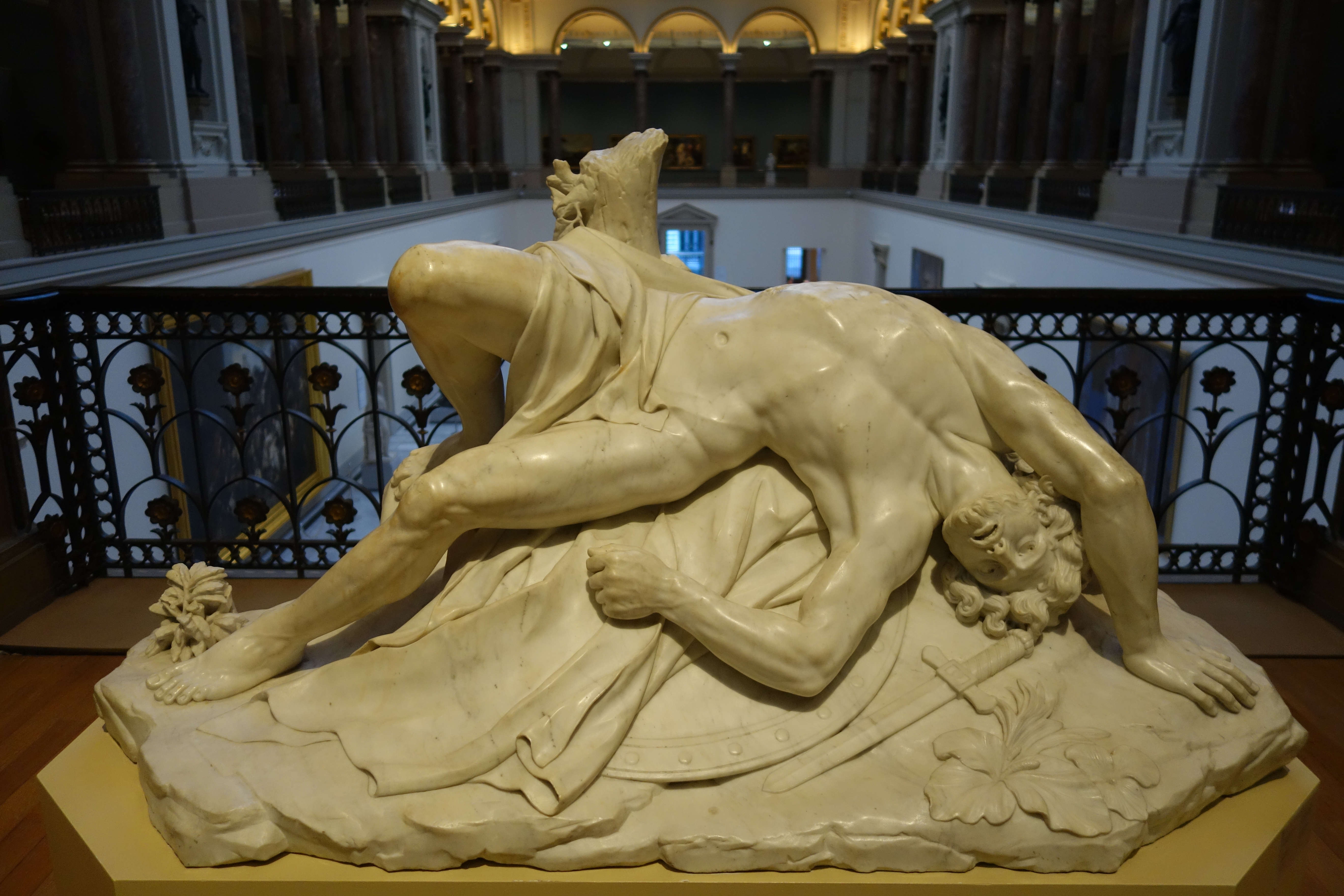
Stervende gladiator, KMSKB
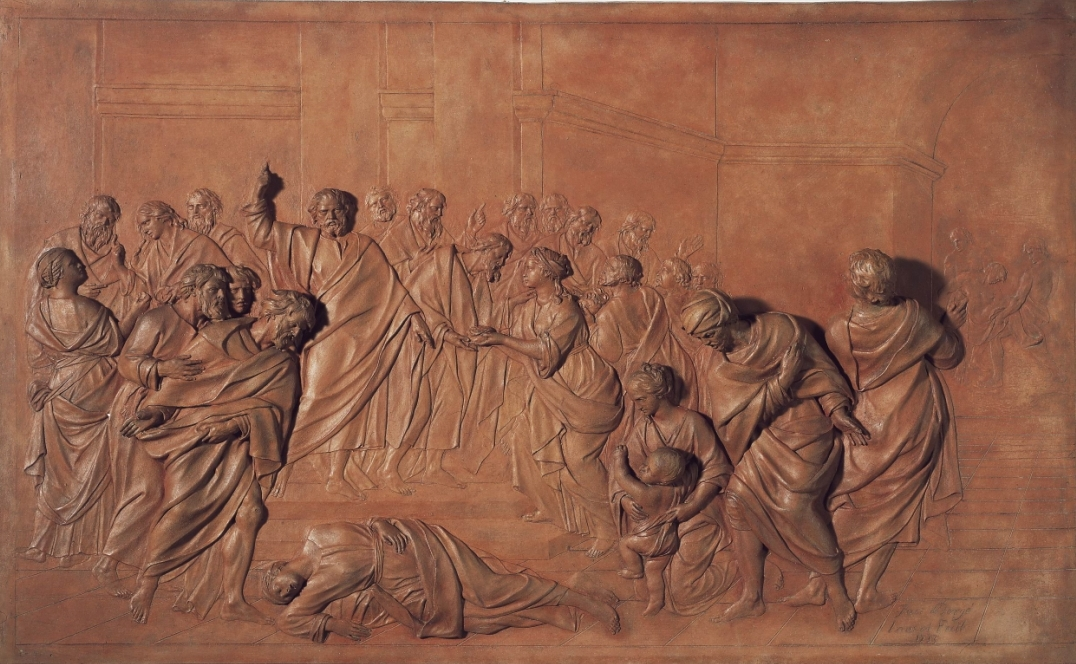
De dood van Saphira, KMSKA (bruikleen Erfgoedfonds, Koning Boudewijnstichting)
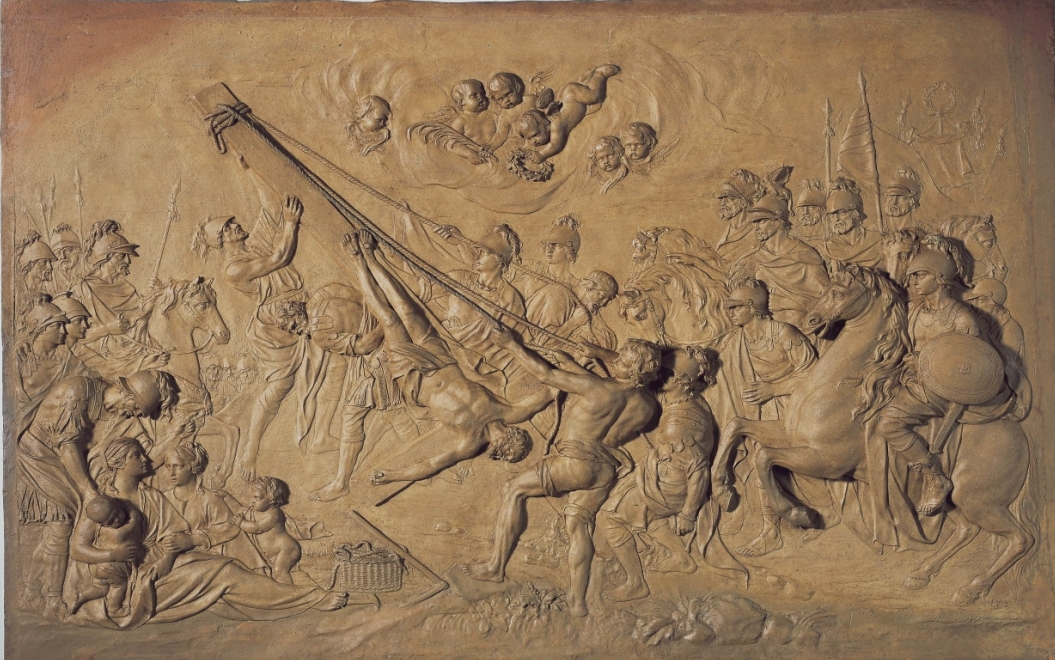
De Kruisiging van Petrus, KMSKA (bruikleen Erfgoedfonds, Koning Boudewijnstichting)

## Naamvarianten
De kunstenaar signeerde veelal met "Jacobus Bergé". Zijn familienaam wordt ook gegeven als Berger en Vergé, zijn voornaam als Jacques of Jacob.

## Voetnoten
1. ↑    - Terracotta's uit de 17e en 18e eeuw - De verzameling Van Herck uitgave van de Koning Boudewijnstichting blz. 86 en 87 - tekst van Frans Baudouin
2. ↑  Jan Klinckaert, Kristien Suenens en Stefan Van Lani, De abdij van Park in Heverlee , Openbaar Kunstbezit Vlaanderen, blz. 33-34. Gearchiveerd op 20 december 2016.
3. ↑  Verworven in 1984

- Bibliothèque nationale de France: cb12099888x (data)
- Biografisch Portaal: 35465516
- Gemeinsame Normdatei: 124566243
- International Standard Name Identifier: 0000 0001 1614 9625
- Library of Congress Control Number: n86044982
- Nederlandse Thesaurus van Auteursnamen: 072330716
- RKD-Nederlands Instituut voor Kunstgeschiedenis: 204505
- Système universitaire de documentation: 029354595
- Union List of Artist Names: 500000953
- Virtual International Authority File: 30474102
- WorldCat: E39PBJc3FJ3gMvkVrqC74Yrcyd